# Sallagriffon
Sallagriffon ist eine französische Gemeinde im Département Alpes-Maritimes in der Region Provence-Alpes-Côte d’Azur. Sie gehört zum Arrondissement Grasse und zum Kanton Vence. Die Bewohner nennen sich Sallagriffonais. 

## Lage
Die Gemeinde liegt im Regionalen Naturpark Préalpes d’Azur.
Die angrenzenden Gemeinden sind La Rochette und Saint-Pierre im Norden, Cuébris und Sigale im Osten, Aiglun im Südosten, Le Mas (Berührungspunkt) im Süden, Les Mujouls im Südwesten und Collongues im Westen.

## Bevölkerungsentwicklung
| Jahr      | 1962 | 1968 | 1975 | 1982 | 1990 | 1999 | 2008 | 2013 |
| --------- | ---- | ---- | ---- | ---- | ---- | ---- | ---- | ---- |
| Einwohner | 24   | 26   | 31   | 47   | 47   | 54   | 52   | 44   |